# Список медалістів чемпіонатів Європи з плавання
У цій статті подано список усіх чоловіків, що здобули медалі з плавання на чемпіонатах Європи з водних видів спорту від 1926 до 2020 року.

## Плавання вільним стилем

### 50 метрів
| Рік            | Золото                        | Срібло                        | Бронза                   |
| -------------- | ----------------------------- | ----------------------------- | ------------------------ |
| Страсбург 1987 | Єрґ Войте (GDR)               | Геннадій Пригода (URS)        | Стефан Волері (SUI)      |
| Бонн 1989      | Володимир Ткаченко (URS)      | Євген Котряга (URS)           | Нільс Рудольф (GDR)      |
| Афіни 1991     | Нільс Рудольф (GER)           | Геннадій Пригода (URS)        | Майк Фіббенс (GBR)       |
| Афіни 1991     | Нільс Рудольф (GER)           | Геннадій Пригода (URS)        | Володимир Ткаченко (URS) |
| Шеффілд 1993   | Олександр Попов (RUS)         | Крістоф Кальфаян (FRA)        | Раймундас Мажуоліс (LIT) |
| Відень 1995    | Олександр Попов (RUS)         | Крістоф Кальфаян (FRA)        | Торстен Спаннеберґ (GER) |
| Севілья 1997   | Олександр Попов (RUS)         | Марк Фостер (GBR)             | Жульєн Сіко (FRA)        |
| Стамбул 1999   | Пітер ван ден Гогенбанд (NED) | Лоренцо Вісмара (ITA)         | Олександр Попов (RUS)    |
| Гельсінкі 2000 | Олександр Попов (RUS)         | Пітер ван ден Гогенбанд (NED) | Лоренцо Вісмара (ITA)    |
| Берлін 2002    | Бартош Кізеровський (POL)     | Лоренцо Вісмара (ITA)         | Олександр Волинець (UKR) |
| Мадрид 2004    | Олександр Попов (RUS)         | Стефан Нюстранд (SWE)         | Лоренцо Вісмара (ITA)    |
| Будапешт 2006  | Бартош Кізеровський (POL)     | Олександр Волинець (UKR)      | Дуже Драганья (CRO)      |
| Ейндговен 2008 | Ален Бернар (FRA)             | Дуже Драганья (CRO)           | Стефан Нюстранд (SWE)    |
| Будапешт 2010  | Фредерік Буске (FRA)          | Стефан Нюстранд (SWE)         | Фаб'ян Жіло (FRA)        |
| Дебрецен 2012  | Фредерік Буске (FRA)          | Стефан Нюстранд (SWE)         | Андрій Говоров (UKR)     |
| Берлін 2014    | Флоран Маноду (FRA)           | Конрад Черняк (POL)           | Арі-Пекка Люкконен (FIN) |
| 2016 Лондон    | Флоран Маноду (FRA)           | Андрій Говоров (UKR)          | Бенджамін Прауд (GBR)    |
| Глазго 2018    | Бенджамін Прауд (GBR)         | Крістіан Голомєєв (GRE)       | Андреа Вергані (ITA)     |
| Будапешт 2020  | Арі-Пекка Люкконен (FIN)      | Бенджамін Прауд (GBR)         | Крістіан Голомєєв (GRE)  |

### 100 метрів
| Рік              | Золото                        | Срібло                        | Бронза                        |
| ---------------- | ----------------------------- | ----------------------------- | ----------------------------- |
| Будапешт 1926    | Іштван Барань (HUN)           | Арне Борґ (SWE)               | Ґеорґ Вернер (SWE)            |
| Болонья 1927     | Арне Борґ (SWE)               | Іштван Барань (HUN)           | Авґуст Гайтманн (GER)         |
| Париж 1931       | Іштван Барань (HUN)           | Андраш Секей (HUN)            | Павел Штейнер (TCH)           |
| Магдебург 1934   | Ференц Чік (HUN)              | Гельмут Фішер (GER)           | Отто Вілле (GER)              |
| Лондон 1938      | Кес Говінґ (NED)              | Фредерік Дав (GBR)            | Іштван Кереші (HUN)           |
| Монте-Карло 1947 | Александр Жані (FRA)          | Пер-Олоф Ольссон (SWE)        | Елемер Сатмарі (HUN)          |
| Відень 1950      | Александр Жані (FRA)          | Єран Ларссон (SWE)            | Йоріс Тьєббес (NED)           |
| Турин 1954       | Імре Ньєкі (HUN)              | Лев Баландін (URS)            | Геза Кадаш (HUN)              |
| Будапешт 1958    | Паоло Пуччі (ITA)             | Віктор Полєвой (URS)          | Дьюла Добаї (HUN)             |
| Лейпциг 1962     | Ален Готвалес (FRA)           | Пер-Ола Ліндберґ (SWE)        | Рон Крон (NED)                |
| Утрехт 1966      | Роберт Макґреґор (GBR)        | Леонід Ільїчов (URS)          | Удо Позер (GDR)               |
| Барселона 1970   | Мішель Руссо (FRA)            | Роланд Маттес (GDR)           | Georgiy Kulikov (URS)         |
| Відень 1974      | Петер Ноке (FRG)              | Володимир Буре (URS)          | Клаус Штайнбах (FRG)          |
| Єнчепінг 1977    | Петер Ноке (FRG)              | Володимир Буре (URS)          | Марчелло Гуардуччі (ITA)      |
| Спліт 1981       | Пер Юганссон (SWE)            | Єрґ Войте (GDR)               | Сергій Красюк (URS)           |
| Рим 1983         | Пер Юганссон (SWE)            | Єрґ Войте (GDR)               | Сергій Смірягін (URS)         |
| Софія 1985       | Стефан Карон (FRA)            | Єрґ Войте (GDR)               | Стефан Волері (SUI)           |
| Страсбург 1987   | Свен Лодзієвскі (GDR)         | Стефан Карон (FRA)            | Дірк Ріхтер (GDR)             |
| Бонн 1989        | Джорджо Ламберті (ITA)        | Юрій Башкатов (URS)           | Раймундас Мажуоліс (URS)      |
| Афіни 1991       | Олександр Попов (URS)         | Нільс Рудольф (GER)           | Джорджо Ламберті (ITA)        |
| Шеффілд 1993     | Олександр Попов (RUS)         | Томмі Вернер (SWE)            | Павло Хникін (UKR)            |
| Відень 1995      | Олександр Попов (RUS)         | Торстен Спаннеберґ (GER)      | Б'єрн Цікарскі (GER)          |
| Севілья 1997     | Олександр Попов (RUS)         | Ларс Фреландер (SWE)          | Олег Рухлевич (BLR)           |
| Стамбул 1999     | Пітер ван ден Гогенбанд (NED) | Олександр Попов (RUS)         | Ларс Фреландер (SWE)          |
| Гельсінкі 2000   | Олександр Попов (RUS)         | Пітер ван ден Гогенбанд (NED) | Ларс Фреландер (SWE)          |
| Берлін 2002      | Пітер ван ден Гогенбанд (NED) | Олександр Попов (RUS)         | Дуже Драганья (CRO)           |
| Мадрид 2004      | Філіппо Маньїні (ITA)         | Пітер ван ден Гогенбанд (NED) | Крістіан Галенда (ITA)        |
| Будапешт 2006    | Філіппо Маньїні (ITA)         | Стефан Нюстранд (SWE)         | Пітер ван ден Гогенбанд (NED) |
| Ейндговен 2008   | Ален Бернар (FRA)             | Стефан Нюстранд (SWE)         | Філіппо Маньїні (ITA)         |
| Будапешт 2010    | Ален Бернар (FRA)             | Євген Лагунов (RUS)           | Вільям Мейнар (FRA)           |
| Дебрецен 2012    | Філіппо Маньїні (ITA)         | Ален Бернар (FRA)             | Норберт Трандафір (ROU)       |
| Берлін 2014      | Флоран Маноду (FRA)           | Фаб'ян Жіло (FRA)             | Лука Леонарді (ITA)           |
| 2016 Лондон      | Лука Дотто (ITA)              | Себастіан Версхюрен (NED)     | Клеман Міньйон (FRA)          |
| Глазго 2018      | Алессандро Мірессі (ITA)      | Данкан Скотт (GBR)            | Мехді Метелла (FRA)           |
| Будапешт 2020    | Климент Колесников (RUS)      | Алессандро Мірессі (ITA)      | Андрій Мінаков (RUS)          |

### 200 метрів
| Рік            | Золото                        | Срібло                        | Бронза                      |
| -------------- | ----------------------------- | ----------------------------- | --------------------------- |
| Барселона 1970 | Ганс Фаснахт (FRG)            | Ґуннар Ларссон (SWE)          | Georgiy Kulikov (URS)       |
| Відень 1974    | Петер Ноке (FRG)              | Клаус Штайнбах (FRG)          | Олександр Самсонов (URS)    |
| Єнчепінг 1977  | Петер Ноке (FRG)              | Андрій Крилов (URS)           | Марчелло Гуардуччі (ITA)    |
| Спліт 1981     | Сергій Копляков (URS)         | Міхаель Седерлунд (SWE)       | Томас Лейдстрем (SWE)       |
| Рим 1983       | Міхаель Ґрос (FRG)            | Єрґ Войте (GDR)               | Томас Фарнер (FRG)          |
| Софія 1985     | Міхаель Ґрос (FRG)            | Свен Лодзієвскі (GDR)         | Томмі Вернер (SWE)          |
| Страсбург 1987 | Андерс Гольмертц (SWE)        | Джорджо Ламберті (ITA)        | Міхаель Ґрос (FRG)          |
| Бонн 1989      | Джорджо Ламберті (ITA)        | Артур Войдат (POL)            | Андерс Гольмертц (SWE)      |
| Афіни 1991     | Артур Войдат (POL)            | Джорджо Ламберті (ITA)        | Роберто Глерія (ITA)        |
| Шеффілд 1993   | Антті Касвіо (FIN)            | Євген Садовий (RUS)           | Андерс Гольмертц (SWE)      |
| Відень 1995    | Яні Сієвінен (FIN)            | Андерс Гольмертц (SWE)        | Антті Касвіо (FIN)          |
| Севілья 1997   | Пол Палмер (GBR)              | Массіміліано Росоліно (ITA)   | Бела Сабадош (HUN)          |
| Стамбул 1999   | Пітер ван ден Гогенбанд (NED) | Пол Палмер (GBR)              | Массіміліано Росоліно (ITA) |
| Гельсінкі 2000 | Массіміліано Росоліно (ITA)   | Пітер ван ден Гогенбанд (NED) | Пол Палмер (GBR)            |
| Берлін 2002    | Пітер ван ден Гогенбанд (NED) | Еміліано Брембілья (ITA)      | Массіміліано Росоліно (ITA) |
| Мадрид 2004    | Пітер ван ден Гогенбанд (NED) | Андрій Капралов (RUS)         | Філіппо Маньїні (ITA)       |
| Мадрид 2004    | Пітер ван ден Гогенбанд (NED) | Андрій Капралов (RUS)         | Массіміліано Росоліно (ITA) |
| Будапешт 2006  | Пітер ван ден Гогенбанд (NED) | Массіміліано Росоліно (ITA)   | Філіппо Маньїні (ITA)       |
| Ейндговен 2008 | Пауль Бідерманн (GER)         | Аморі Лево (FRA)              | Массіміліано Росоліно (ITA) |
| Будапешт 2010  | Пауль Бідерманн (GER)         | Микита Лобінцев (RUS)         | Себастіан Версхюрен (NED)   |
| Дебрецен 2012  | Пауль Бідерманн (GER)         | Аморі Лево (FRA)              | Домінік Козма (HUN)         |
| Берлін 2014    | Велімір Степанович (SRB)      | Пауль Бідерманн (GER)         | Яннік Аньєль (FRA)          |
| 2016 Лондон    | Себастіан Версхюрен (NED)     | Велімір Степанович (SRB)      | Джеймс Ґай (GBR)            |
| Глазго 2018    | Данкан Скотт (GBR)            | Данас Рапшис (LTU)            | Михайло Довгалюк (RUS)      |
| Будапешт 2020  | Мартин Малютін (RUS)          | Данкан Скотт (GBR)            | Томас Дін (GBR)             |

### 400 метрів
| Рік              | Золото                    | Срібло                        | Бронза                      |
| ---------------- | ------------------------- | ----------------------------- | --------------------------- |
| Будапешт 1926    | Арне Борґ (SWE)           | Герберт Гайнріх (GER)         | Фрідель Берґес (GER)        |
| Болонья 1927     | Арне Борґ (SWE)           | Герберт Гайнріх (GER)         | Вацлав Антош (TCH)          |
| Париж 1931       | Іштван Барань (HUN)       | Жан Тарі (FRA)                | Паоло Костолі (ITA)         |
| Магдебург 1934   | Жан Тарі (FRA)            | Джакомо Сіньйорі (ITA)        | Паоло Костолі (ITA)         |
| Лондон 1938      | Б'єрн Борґ (SWE)          | Вернер Плат (GER)             | Норман Вайнрайт (GBR)       |
| Монте-Карло 1947 | Александр Жані (FRA)      | Дьордь Мітро (HUN)            | Мілослав Бартушек (TCH)     |
| Відень 1950      | Александр Жані (FRA)      | Жан Буато (FRA)               | Ганс-Ґюнтер Леманн (FRG)    |
| Турин 1954       | Дьйордь Чордаш (HUN)      | Анджело Романі (ITA)          | Пер-Улоф Естранд (SWE)      |
| Будапешт 1958    | Іен Блек (GBR)            | Борис Нікітін (URS)           | Паоло Галлетті (ITA)        |
| Лейпциг 1962     | Йоган Бонтеку (NED)       | Ганс Розендаль (SWE)          | Франк Віґанд (GDR)          |
| Утрехт 1966      | Франк Віґанд (GDR)        | Семен Беліц-Гейман (URS)      | Ален Москоні (FRA)          |
| Барселона 1970   | Ґуннар Ларссон (SWE)      | Ганс Фаснахт (FRG)            | Сантьяго Естева (ESP)       |
| Відень 1974      | Олександр Самсонов (URS)  | Бенґт Їнґше (SWE)             | Андрій Крилов (URS)         |
| Єнчепінг 1977    | Сергій Русін (URS)        | Франк Веннманн (FRG)          | Франк Пфютце (GDR)          |
| Спліт 1981       | Борут Петрич (YUG)        | Володимир Сальников (URS)     | Дар'ян Петрич (YUG)         |
| Рим 1983         | Володимир Сальников (URS) | Борут Петрич (YUG)            | Дар'ян Петрич (YUG)         |
| Софія 1985       | Уве Даслер (GDR)          | Свен Лодзієвскі (GDR)         | Райнер Генкель (FRG)        |
| Страсбург 1987   | Уве Даслер (GDR)          | Райнер Генкель (FRG)          | Томас Фарнер (FRG)          |
| Бонн 1989        | Артур Войдат (POL)        | Штефан Пфайффер (FRG)         | Маріуш Подкощельний (POL)   |
| Афіни 1991       | Євген Садовий (URS)       | Артур Войдат (POL)            | Джорджо Ламберті (ITA)      |
| Шеффілд 1993     | Антті Касвіо (FIN)        | Пол Палмер (GBR)              | Андерс Гольмертц (SWE)      |
| Відень 1995      | Штеффен Цеснер (GER)      | Пол Палмер (GBR)              | Андерс Гольмертц (SWE)      |
| Севілья 1997     | Еміліано Брембілья (ITA)  | Массіміліано Росоліно (ITA)   | Пол Палмер (GBR)            |
| Стамбул 1999     | Пол Палмер (GBR)          | Еміліано Брембілья (ITA)      | Драгош Крістьян Коман (ROM) |
| Гельсінкі 2000   | Еміліано Брембілья (ITA)  | Драгош Крістьян Коман (ROM)   | Пол Палмер (GBR)            |
| Берлін 2002      | Еміліано Брембілья (ITA)  | Массіміліано Росоліно (ITA)   | Драгош Крістьян Коман (ROM) |
| Мадрид 2004      | Еміліано Брембілья (ITA)  | Юрій Прилуков (RUS)           | Драгош Крістьян Коман (ROM) |
| Будапешт 2006    | Юрій Прилуков (RUS)       | Массіміліано Росоліно (ITA)   | Ніколя Ростуше (FRA)        |
| Ейндговен 2008   | Юрій Прилуков (RUS)       | Массіміліано Росоліно (ITA)   | Микита Лобінцев (RUS)       |
| Будапешт 2010    | Яннік Аньєль (FRA)        | Пауль Бідерманн (GER)         | Гердьо Кіш (HUN)            |
| Дебрецен 2012    | Пауль Бідерманн (GER)     | Гердьо Кіш (HUN)              | Самуель Піццетті (ITA)      |
| Берлін 2014      | Велімір Степанович (SRB)  | Андреа Мітчелл Д'Арріго (ITA) | Джей Лелліотт (GBR)         |
| 2016 Лондон      | Габріеле Детті (ITA)      | Генрік Крістіансен (NOR)      | Петер Бернек (HUN)          |
| Глазго 2018      | Михайло Романчук (UKR)    | Генрік Крістіансен (NOR)      | Геннінґ Мюлайтнер (GER)     |
| Будапешт 2020    | Мартин Малютін (RUS)      | Фелікс Аубек (AUT)            | Данас Рапшис (LIT)          |

### 800 метрів
| Рік            | Золото                      | Срібло                      | Бронза                      |
| -------------- | --------------------------- | --------------------------- | --------------------------- |
| Ейндговен 2008 | Гердьо Кіш (HUN)            | Самуель Піццетті (ITA)      | Драгош Крістьян Коман (ROM) |
| Будапешт 2010  | Себастьєн Руо (FRA)         | Крістіан Кубуш (GER)        | Самуель Піццетті (ITA)      |
| Дебрецен 2012  | Гердьо Кіш (HUN)            | Грегоріо Пальтріньєрі (ITA) | Сергій Фролов (UKR)         |
| Берлін 2014    | Грегоріо Пальтріньєрі (ITA) | Пел Йонсен (FRO)            | Габріеле Детті (ITA)        |
| 2016 Лондон    | Грегоріо Пальтріньєрі (ITA) | Габріеле Детті (ITA)        | Михайло Романчук (UKR)      |
| Глазго 2018    | Михайло Романчук (UKR)      | Грегоріо Пальтріньєрі (ITA) | Флоріан Веллброк (GER)      |
| Будапешт 2020  | Михайло Романчук (UKR)      | Грегоріо Пальтріньєрі (ITA) | Габріеле Детті (ITA)        |

### 1500 метрів
| Рік              | Золото                      | Срібло                      | Бронза                      |
| ---------------- | --------------------------- | --------------------------- | --------------------------- |
| Будапешт 1926    | Арне Борґ (SWE)             | Фрідель Берґес (GER)        | Йоахім Радемахер (GER)      |
| Болонья 1927     | Арне Борґ (SWE)             | Джузеппе Перентін (ITA)     | Йоахім Радемахер (GER)      |
| Париж 1931       | Олівер Халаші (HUN)         | Джузеппе Перентін (ITA)     | Паоло Костолі (ITA)         |
| Магдебург 1934   | Жан Тарі (FRA)              | Паоло Костолі (ITA)         | Норман Вайнрайт (GBR)       |
| Лондон 1938      | Б'єрн Борґ (SWE)            | Боб Лейверс (GBR)           | Гайнц Арендт (GER)          |
| Монте-Карло 1947 | Дьордь Мітро (HUN)          | Ференц Вереш (HUN)          | Маріян Стипетич (YUG)       |
| Відень 1950      | Ганс-Ґюнтер Леманн (FRG)    | Жан Буато (FRA)             | Жозеф Бернардо (FRA)        |
| Турин 1954       | Дьйордь Чордаш (HUN)        | Дьйордь Шустер (HUN)        | Володимир Лавриненко (URS)  |
| Будапешт 1958    | Іен Блек (GBR)              | Йожеф Катона (HUN)          | Геннадій Андросов (URS)     |
| Лейпциг 1962     | Йожеф Катона (HUN)          | Мігель Торрес (ESP)         | Річард Кемпіон (GBR)        |
| Утрехт 1966      | Семен Беліц-Гейман (URS)    | Алан Кімбер (GBR)           | Олександр Плетньов (URS)    |
| Барселона 1970   | Ганс Фаснахт (FRG)          | Вернер Лампе (FRG)          | Сантьяго Естева (ESP)       |
| Відень 1974      | Франк Пфютце (GDR)          | Джеймс Картер (GBR)         | Ігор Євграфов (URS)         |
| Єнчепінг 1977    | Володимир Сальников (URS)   | Валентин Парінов (URS)      | Борут Петрич (YUG)          |
| Спліт 1981       | Володимир Сальников (URS)   | Борут Петрич (YUG)          | Рафаель Ескалас (ESP)       |
| Рим 1983         | Володимир Сальников (URS)   | Борут Петрич (YUG)          | Штефан Пфайффер (FRG)       |
| Софія 1985       | Уве Даслер (GDR)            | Райнер Генкель (FRG)        | Штефан Пфайффер (FRG)       |
| Страсбург 1987   | Райнер Генкель (FRG)        | Уве Даслер (GDR)            | Штефан Пфайффер (FRG)       |
| Бонн 1989        | Єрґ Гоффманн (GDR)          | Штефан Пфайффер (FRG)       | Маріуш Подкощельний (POL)   |
| Афіни 1991       | Єрґ Гоффманн (GER)          | Ян Вілсон (GBR)             | Себастьян Візе (GER)        |
| Шеффілд 1993     | Єрґ Гоффманн (GER)          | Себастьян Візе (GER)        | Ігор Майцен (SLO)           |
| Відень 1995      | Єрґ Гоффманн (GER)          | Грем Сміт (GBR)             | Штеффен Цеснер (GER)        |
| Севілья 1997     | Еміліано Брембілья (ITA)    | Ігор Снітко (UKR)           | Денис Завгородній (UKR)     |
| Стамбул 1999     | Ігор Снітко (UKR)           | Драгош Крістьян Коман (ROM) | Сільвен Крос (FRA)          |
| Гельсінкі 2000   | Ігор Червинський (UKR)      | Еміліано Брембілья (ITA)    | Драгош Крістьян Коман (ROM) |
| Берлін 2002      | Юрій Прилуков (RUS)         | Крістіан Мінотті (ITA)      | Ігор Червинський (UKR)      |
| Мадрид 2004      | Юрій Прилуков (RUS)         | Ігор Червинський (UKR)      | Драгош Крістьян Коман (ROM) |
| Будапешт 2006    | Юрій Прилуков (RUS)         | Себастьєн Руо (FRA)         | Ніколя Ростуше (FRA)        |
| Ейндговен 2008   | Юрій Прилуков (RUS)         | Девід Девіс (GBR)           | Матеуш Савримовіч (POL)     |
| Будапешт 2010    | Себастьєн Руо (FRA)         | Пел Йонсен (FRO)            | Самуель Піццетті (ITA)      |
| Дебрецен 2012    | Грегоріо Пальтріньєрі (ITA) | Гердьо Кіш (HUN)            | Гергелі Дьюрта (HUN)        |
| Берлін 2014      | Грегоріо Пальтріньєрі (ITA) | Пел Йонсен (FRO)            | Габріеле Детті (ITA)        |
| 2016 Лондон      | Грегоріо Пальтріньєрі (ITA) | Габріеле Детті (ITA)        | Михайло Романчук (UKR)      |
| Глазго 2018      | Флоріан Веллброк (GER)      | Михайло Романчук (UKR)      | Грегоріо Пальтріньєрі (ITA) |
| Будапешт 2020    | Михайло Романчук (UKR)      | Грегоріо Пальтріньєрі (ITA) | Доменіко Ачеренца (ITA)     |

## Плаванняна спині

### 50 метрів
| Рік            | Золото                       | Срібло                       | Бронза                    |
| -------------- | ---------------------------- | ---------------------------- | ------------------------- |
| Стамбул 1999   | Штев Телоке (GER)            | Томас Руппрат (GER)          | Маріуш Сіємбіда (POL)     |
| Гельсінкі 2000 | Штев Телоке (GER)            | Даріуш Грігальоніс (LIT)     | Давід Ортега (ESP)        |
| Берлін 2002    | Томас Руппрат (GER)          | Штев Телоке (GER)            | Бартош Кізеровський (POL) |
| Мадрид 2004    | Штев Телоке (GER)            | Даріуш Грігальоніс (LIT)     | Давід Ортега (ESP)        |
| Будапешт 2006  | Хельге Меув (GER)            | Арістеїдіс Грігоріадіс (GRE) | Меттью Клей (GBR)         |
| Ейндговен 2008 | Арістеїдіс Грігоріадіс (GRE) | Флорі Ланг (SUI)             | Любош Кріжко (SVK)        |
| Будапешт 2010  | Каміль Лакур (FRA)           | Лаєм Тенкок (GBR)            | Гай Барнеа (ISR)          |
| Дебрецен 2012  | Йонатан Копелев (ISR)        | Мірко ді Тора (ITA)          | Гай Барнеа (ISR)          |
| Дебрецен 2012  | Йонатан Копелев (ISR)        | Мірко ді Тора (ITA)          | Річард Бохуш (HUN)        |
| Дебрецен 2012  | Йонатан Копелев (ISR)        | Мірко ді Тора (ITA)          | Доріан Ганден (FRA)       |
| Берлін 2014    | Володимир Морозов (RUS)      | Жеремі Страв'юс (FRA)        | Кріс Вокер-Гебборн (GBR)  |
| 2016 Лондон    | Каміль Лакур (FRA)           | Річард Бохуш (HUN)           | Григорій Тарасевич (RUS)  |
| Глазго 2018    | Климент Колесников (RUS)     | Роберт Глінце (ROU)          | Шейн Раян (IRL)           |
| Будапешт 2020  | Климент Колесников (RUS)     | Роберт Глінце (ROU)          | Уго Гонсалес (ESP)        |

### 100 метрів
| Рік              | Золото                                   | Срібло                                   | Бронза                                   |
| ---------------- | ---------------------------------------- | ---------------------------------------- | ---------------------------------------- |
| Будапешт 1926    | Ґустаф Фреліх (GER)                      | Карой Барта (HUN)                        | Ескіль Лундаль (SWE)                     |
| Болонья 1927     | Ескіль Лундаль (SWE)                     | Аладар Бітшкей (HUN)                     | Ґустаф Фреліх (GER)                      |
| Париж 1931       | Ґергард Дойч (GER)                       | Аладар Бітшкей (HUN)                     | Карой Надь (HUN)                         |
| Магдебург 1934   | Джон Бесфорд (GBR)                       | Ернст Кюпперс (GER)                      | Едґар Зіґріст (SUI)                      |
| Лондон 1938      | Гайнц Шлаух (GER)                        | Ґергард Нюске (GER)                      | Арпад Лендьєль (HUN)                     |
| Лондон 1938      | Гайнц Шлаух (GER)                        | Ґергард Нюске (GER)                      | Станс Схеффер (NED)                      |
| Монте-Карло 1947 | Жорж Валлере (FRA)                       | Дьюла Валент (HUN)                       | Іржи Ковар (TCH)                         |
| Відень 1950      | Єран Ларссон (SWE)                       | Кес Ківіт (NED)                          | Борис Шканата (YUG)                      |
| Турин 1954       | Жильбер Бозон (FRA)                      | Ласло Мадьяр (HUN)                       | Джон Броквей (GBR)                       |
| Будапешт 1958    | Робер Крістоф (FRA)                      | Леонід Барбієр (URS)                     | Вольфґанґ Ваґнер (GDR)                   |
| 1962–1966        | дисципліни не було в змагальній програмі | дисципліни не було в змагальній програмі | дисципліни не було в змагальній програмі |
| Барселона 1970   | Роланд Маттес (GDR)                      | Сантьяго Естева (ESP)                    | Боб Схаутсен (NED)                       |
| Відень 1974      | Роланд Маттес (GDR)                      | Луц Ваня (GDR)                           | Золтан Веррасто (HUN)                    |
| Єнчепінг 1977    | Мілослав Ролко (TCH)                     | Золтан Веррасто (HUN)                    | Клаус Штайнбах (FRG)                     |
| Спліт 1981       | Шандор Владар (HUN)                      | Володимир Шеметов (URS)                  | Віктор Кузнецов (URS)                    |
| Рим 1983         | Дірк Ріхтер (GDR)                        | Володимир Шеметов (URS)                  | Сергій Заболотнов (URS)                  |
| Софія 1985       | Ігор Полянський (URS)                    | Дірк Ріхтер (GDR)                        | Сергій Заболотнов (URS)                  |
| Страсбург 1987   | Сергій Заболотнов (URS)                  | Франк Бальтруш (GDR)                     | Франк Гоффмайтер (FRG)                   |
| Бонн 1989        | Мартін Лопес-Суберо (ESP)                | Сергій Заболотнов (URS)                  | Дірк Ріхтер (GDR)                        |
| Афіни 1991       | Мартін Лопес-Суберо (ESP)                | Дірк Ріхтер (GER)                        | Франк Шотт (FRA)                         |
| Шеффілд 1993     | Мартін Лопес-Суберо (ESP)                | Володимир Сельков (RUS)                  | Мартін Гарріс (GBR)                      |
| Відень 1995      | Володимир Сельков (RUS)                  | Їрка Лецін (GER)                         | Стефан Маен (BEL)                        |
| Севілья 1997     | Мартін Лопес-Суберо (ESP)                | Ейтхан Урбах (ISR)                       | Володимир Сельков (RUS)                  |
| Стамбул 1999     | Штев Телоке (GER)                        | Гордан Козулі (CRO)                      | Ейтхан Урбах (ISR)                       |
| Гельсінкі 2000   | Давід Ортега (ESP)                       | Володимир Ніколайчук (UKR)               | Дер'я Буюкунчу (TUR)                     |
| Берлін 2002      | Штев Телоке (GER)                        | Маркус Роган (AUT)                       | П'єр Рож (FRA)                           |
| Мадрид 2004      | Ласло Чех (HUN)                          | Маркус Роган (AUT)                       | Штев Телоке (GER)                        |
| Будапешт 2006    | Аркадій В'ятчанін (RUS)                  | Маркус Роган (AUT)                       | Арістеїдіс Грігоріадіс (GRE)             |
| Ейндговен 2008   | Маркус Роган (AUT)                       | Арістеїдіс Грігоріадіс (GRE)             | Аркадій В'ятчанін (RUS)                  |
| Будапешт 2010    | Каміль Лакур (FRA)                       | Жеремі Страв'юс (FRA)                    | Лаєм Тенкок (GBR)                        |
| Дебрецен 2012    | Арістеїдіс Грігоріадіс (GRE)             | Хельге Меув (GER)                        | Яків Тумаркін (ISR)                      |
| Берлін 2014      | Кріс Вокер-Гебборн (GBR)                 | Жеремі Страв'юс (FRA)                    | Ян-Філіп Гланія (GER)                    |
| 2016 Лондон      | Каміль Лакур (FRA)                       | Григорій Тарасевич (RUS)                 | Сімоне Саббіоні (ITA)                    |
| 2016 Лондон      | Каміль Лакур (FRA)                       | Григорій Тарасевич (RUS)                 | Апостолос Хрістоу (GRE)                  |
| Глазго 2018      | Климент Колесников (RUS)                 | Євген Рилов (RUS)                        | Апостолос Хрістоу (GRE)                  |
| Будапешт 2020    | Роберт Глінце (ROU)                      | Уго Гонсалес (SPA)                       | Апостолос Хрістоу (GRE)                  |
| Будапешт 2020    | Роберт Глінце (ROU)                      | Уго Гонсалес (SPA)                       | Йоанн Ндує Бруар (FRA)                   |

### 200 метрів
| Рік            | Золото                    | Срібло                    | Бронза                    |
| -------------- | ------------------------- | ------------------------- | ------------------------- |
| Лейпциг 1962   | Леонід Барбієр (URS)      | Вольфґанґ Ваґнер (GDR)    | Йожеф Чикань (HUN)        |
| Утрехт 1966    | Юрій Громак (URS)         | Хайме Монсо (ESP)         | Йоахім Ротер (GDR)        |
| Барселона 1970 | Роланд Маттес (GDR)       | Сантьяго Естева (ESP)     | Фолькер Вернер (GDR)      |
| Відень 1974    | Роланд Маттес (GDR)       | Золтан Веррасто (HUN)     | Роберт Рудольф (HUN)      |
| Єнчепінг 1977  | Золтан Веррасто (HUN)     | Мілослав Ролко (TCH)      | Ян Торелл (SWE)           |
| Спліт 1981     | Шандор Владар (HUN)       | Володимир Шеметов (URS)   | Фредерік Делькур (FRA)    |
| Рим 1983       | Сергій Заболотнов (URS)   | Шандор Владар (HUN)       | Франк Бальтруш (GDR)      |
| Софія 1985     | Ігор Полянський (URS)     | Сергій Заболотнов (URS)   | Франк Бальтруш (GDR)      |
| Страсбург 1987 | Сергій Заболотнов (URS)   | Ігор Полянський (URS)     | Франк Бальтруш (GDR)      |
| Бонн 1989      | Стефано Баттістеллі (ITA) | Володимир Сельков (URS)   | Тіно Вебер (GDR)          |
| Афіни 1991     | Мартін Лопес-Суберо (ESP) | Дірк Ріхтер (GER)         | не вручали                |
| Афіни 1991     | Мартін Лопес-Суберо (ESP) | Володимир Сельков (URS)   | не вручали                |
| Шеффілд 1993   | Володимир Сельков (RUS)   | Мартін Лопес-Суберо (ESP) | Емануеле Мерізі (ITA)     |
| Відень 1995    | Володимир Сельков (RUS)   | Ніколае Бутаку (ROM)      | Адам Раквуд (GBR)         |
| Севілья 1997   | Володимир Сельков (RUS)   | Емануеле Мерізі (ITA)     | Ральф Браун (GER)         |
| Стамбул 1999   | Ральф Браун (GER)         | Гордан Козулі (CRO)       | Емануеле Мерізі (ITA)     |
| Гельсінкі 2000 | Гордан Козулі (CRO)       | Емануеле Мерізі (ITA)     | Йоав Гат (ISR)            |
| Берлін 2002    | Гордан Козулі (CRO)       | Маркус Роган (AUT)        | Марко Страхія (CRO)       |
| Мадрид 2004    | Маркус Роган (AUT)        | Разван Іонут Флореа (ROM) | Сімон Дюфур (FRA)         |
| Будапешт 2006  | Аркадій В'ятчанін (RUS)   | Ласло Чех (HUN)           | Разван Іонут Флореа (ROM) |
| Ейндговен 2008 | Маркус Роган (AUT)        | Аркадій В'ятчанін (RUS)   | Разван Іонут Флореа (ROM) |
| Будапешт 2010  | Станіслав Донець (RUS)    | Маркус Роган (AUT)        | Бенжамін Стасюліс (FRA)   |
| Дебрецен 2012  | Радослав Кавенцький (POL) | Петер Бернек (HUN)        | Яків Тумаркін (ISR)       |
| Берлін 2014    | Радослав Кавенцький (POL) | Крістіан Дінер (GER)      | Габор Балог (HUN)         |
| 2016 Лондон    | Радослав Кавенцький (POL) | Яків Тумаркін (ISR)       | Данас Рапшис (LTU)        |
| Глазго 2018    | Євген Рилов (RUS)         | Радослав Кавенцький (POL) | Маттео Рестіво (ITA)      |

## Плаваннябрасом

### 50 метрів
| Рік            | Золото                  | Срібло                    | Бронза                     |
| -------------- | ----------------------- | ------------------------- | -------------------------- |
| Стамбул 1999   | Марк Варнеке (GER)      | Олег Лісогор (UKR)        | Карой Гюттлер (HUN)        |
| Гельсінкі 2000 | Марк Варнеке (GER)      | Олег Лісогор (UKR)        | Ремо Лютольф (SUI)         |
| Берлін 2002    | Олег Лісогор (UKR)      | Міхай Флашкай (HUN)       | Карой Гюттлер (HUN)        |
| Мадрид 2004    | Олег Лісогор (UKR)      | Юг Дюбоск (FRA)           | Матьяш Маркіч (SLO)        |
| Будапешт 2006  | Олег Лісогор (UKR)      | не вручали                | Матьяш Маркіч (SLO)        |
| Будапешт 2006  | Алессандро Террін (ITA) | не вручали                | Матьяш Маркіч (SLO)        |
| Ейндговен 2008 | Олег Лісогор (UKR)      | Александер Дале Оен (NOR) | Алессандро Террін (ITA)    |
| Будапешт 2010  | Фабіо Скоццолі (ITA)    | Драгош Агаке (ROM)        | Леннарт Стекеленбург (NED) |
| Дебрецен 2012  | Дамір Дугонджич (SLO)   | Фабіо Скоццолі (ITA)      | Панайотіс Самілідіс (GRE)  |
| Берлін 2014    | Адам Піті (GBR)         | Гедрюс Тітяніс (LTU)      | Дамір Дугонджич (SLO)      |
| 2016 Лондон    | Адам Піті (GBR)         | Пітер Джон Стівенс (SLO)  | Росс Мердок (GBR)          |
| Глазго 2018    | Адам Піті (GBR)         | Фабіо Скоццолі (ITA)      | Пітер Джон Стівенс (SLO)   |
| Будапешт 2020  | Адам Піті (GBR)         | Ілля Шиманович (BLR)      | Ніколо Мартіненьї (ITA)    |

### 100 метрів
| Рік            | Золото                     | Срібло                           | Бронза                  |
| -------------- | -------------------------- | -------------------------------- | ----------------------- |
| Барселона 1970 | Микола Панкін (URS)        | Роже-Філіпп Меню (FRA)           | Рольф Клес (FRG)        |
| Відень 1974    | Микола Панкін (URS)        | Вальтер Куш (FRG)                | Девід Лей (GBR)         |
| Єнчепінг 1977  | Ґеральд Меркен (FRG)       | Джорджо Лалле (ITA)              | Вальтер Куш (FRG)       |
| Спліт 1981     | Юрій Кіс (URS)             | Арсенс Міскаровс (URS)           | Ґеральд Меркен (FRG)    |
| Рим 1983       | Робертас Жулпа (URS)       | Адріан Мургаус (GBR)             | Ґеральд Меркен (FRG)    |
| Софія 1985     | Адріан Мургаус (GBR)       | Рольф Беаб (FRG)                 | Дмитро Волков (URS)     |
| Страсбург 1987 | Адріан Мургаус (GBR)       | Дмитро Волков (URS)              | Джанні Мінервіні (ITA)  |
| Бонн 1989      | Адріан Мургаус (GBR)       | Дмитро Волков (URS)              | Нік Джиллінгем (GBR)    |
| Афіни 1991     | Норберт Рожа (HUN)         | Адріан Мургаус (GBR)             | Джанні Мінервіні (ITA)  |
| Шеффілд 1993   | Карой Гюттлер (HUN)        | Нік Джиллінгем (GBR)             | Віталій Кірінчук (RUS)  |
| Відень 1995    | Фредерік Дебергґреве (BEL) | Карой Гюттлер (HUN)              | Андрій Корнєєв (RUS)    |
| Севілья 1997   | Олександр Гуков (BLR)      | Карой Гюттлер (HUN)              | Даніель Малек (CZE)     |
| Стамбул 1999   | Доменіко Фіораванті (ITA)  | Марк Варнеке (GER)               | Стефан Перро (FRA)      |
| Гельсінкі 2000 | Доменіко Фіораванті (ITA)  | Ярно Піглава (FIN)               | Дмитро Коморников (RUS) |
| Берлін 2002    | Олег Лісогор (UKR)         | Роман Слуднов (RUS)              | Юг Дюбоск (FRA)         |
| Мадрид 2004    | Олег Лісогор (UKR)         | Юг Дюбоск (FRA)                  | Річард Бодор (HUN)      |
| Будапешт 2006  | Роман Слуднов (RUS)        | Александер Дале Оен (NOR)        | Олег Лісогор (UKR)      |
| Ейндговен 2008 | Александер Дале Оен (NOR)  | Юг Дюбоск (FRA)                  | Олег Лісогор (UKR)      |
| Будапешт 2010  | Александер Дале Оен (NOR)  | Юг Дюбоск (FRA)                  | Фабіо Скоццолі (ITA)    |
| Дебрецен 2012  | Фабіо Скоццолі (ITA)       | Димо Валерій Володимирович (UKR) | Маттія Пеше (ITA)       |
| Берлін 2014    | Адам Піті (GBR)            | Росс Мердок (GBR)                | Гедрюс Тітяніс (LTU)    |
| 2016 Лондон    | Адам Піті (GBR)            | Росс Мердок (GBR)                | Гедрюс Тітяніс (LTU)    |
| Глазго 2018    | Адам Піті (GBR)            | Джеймс Вілбі (GBR)               | Антон Чупков (RUS)      |
| Будапешт 2020  | Адам Піті (GBR)            | Арно Каммінга (NED)              | Джеймс Вілбі (GBR)      |

### 200 метрів
| Рік              | Золото                   | Срібло                    | Бронза                              |
| ---------------- | ------------------------ | ------------------------- | ----------------------------------- |
| Будапешт 1926    | Еріх Радемахер (GER)     | Луїс Ван Парейс (BEL)     | Вільгельм Прасе (GER)               |
| Болонья 1927     | Еріх Радемахер (GER)     | Вільгельм Прасе (GER)     | Луїс Ван Парейс (BEL)               |
| Париж 1931       | Іво Рейнґольдт (FIN)     | Карл Віттенберґ (GER)     | Ервін Зітас (GER)                   |
| Магдебург 1934   | Ервін Зітас (GER)        | Paul Schwarz (GER)        | Ганс Мальстрем (DEN)                |
| Лондон 1938      | Йоахім Бальке (GER)      | Ервін Зітас (GER)         | Антон Церер (Королівство Югославія) |
| Монте-Карло 1947 | Рой Ромейн (GBR)         | Антон Церер (YUG)         | Шандор Немет (HUN)                  |
| Відень 1950      | Герберт Кляйн (FRG)      | Моріс Люзьєн (FRA)        | Бенґт Раск (SWE)                    |
| Турин 1954       | Клаус Бодінґер (GDR)     | Марек Петрусевич (POL)    | Шандор Уташи (HUN)                  |
| Будапешт 1958    | Леонід Колесников (URS)  | Роберто Ладзарі (ITA)     | Клаус Бодінґер (FRG)                |
| Лейпциг 1962     | Георгій Прокопенко (URS) | Іван Каретніков (URS)     | Роб ван Емпел (NED)                 |
| Утрехт 1966      | Георгій Прокопенко (URS) | Олександр Тутакаєв (URS)  | Еґон Геннінґер (GDR)                |
| Барселона 1970   | Клаус Кацур (GDR)        | Микола Панкін (URS)       | Вальтер Куш (FRG)                   |
| Відень 1974      | Девід Вілкі (GBR)        | Микола Панкін (URS)       | Девід Лей (GBR)                     |
| Єнчепінг 1977    | Ґеральд Меркен (FRG)     | Арсенс Міскаровс (URS)    | Вальтер Куш (FRG)                   |
| Спліт 1981       | Робертас Жулпа (URS)     | Арсенс Міскаровс (URS)    | Адріан Мургаус (GBR)                |
| Рим 1983         | Адріан Мургаус (GBR)     | Альбан Вермеш (HUN)       | Робертас Жулпа (URS)                |
| Софія 1985       | Дмитро Волков (URS)      | Александре Йокоши (POR)   | Етьєнн Даґон (SUI)                  |
| Страсбург 1987   | Йожеф Сабо (HUN)         | Сергій Соколовський (URS) | Адріан Мургаус (GBR)                |
| Бонн 1989        | Нік Джиллінгем (GBR)     | Ґері О'Тул (IRL)          | Йожеф Сабо (HUN)                    |
| Афіни 1991       | Нік Джиллінгем (GBR)     | Норберт Рожа (HUN)        | Серхіо Лопес (ESP)                  |
| Шеффілд 1993     | Нік Джиллінгем (GBR)     | Карой Гюттлер (HUN)       | Андрій Корнєєв (RUS)                |
| Відень 1995      | Андрій Корнєєв (RUS)     | Карой Гюттлер (HUN)       | Фредерік Дебергґреве (BEL)          |
| Севілья 1997     | Олександр Гуков (BLR)    | Андрій Корнєєв (RUS)      | Даніель Малек (CZE)                 |
| Стамбул 1999     | Стефан Перро (FRA)       | Дмитро Коморников (RUS)   | Йоанн Бернар (FRA)                  |
| Гельсінкі 2000   | Дмитро Коморников (RUS)  | Доменіко Фіораванті (ITA) | Максим Подопригора (AUT)            |
| Берлін 2002      | Давіде Руммоло (ITA)     | Йоанн Бернар (FRA)        | Роман Слуднов (RUS)                 |
| Мадрид 2004      | Паоло Боссіні (ITA)      | Дмитро Коморников (RUS)   | Річард Бодор (HUN)                  |
| Будапешт 2006    | Славомір Кучко (POL)     | Паоло Боссіні (ITA)       | Крістовер Гілкріст (GBR)            |
| Ейндговен 2008   | Григорій Фалько (RUS)    | Александер Дале Оен (NOR) | Юг Дюбоск (FRA)                     |
| Будапешт 2010    | Даніел Дьюрта (HUN)      | Александер Дале Оен (NOR) | Юг Дюбоск (FRA)                     |
| Дебрецен 2012    | Даніел Дьюрта (HUN)      | Марко Кох (GER)           | Панайотіс Самілідіс (GRE)           |
| Берлін 2014      | Марко Кох (GER)          | Росс Мердок (GBR)         | Гедрюс Тітяніс (LTU)                |
| 2016 Лондон      | Росс Мердок (GBR)        | Марко Кох (GER)           | Лука Піцціні (ITA)                  |
| Глазго 2018      | Антон Чупков (RUS)       | Джеймс Вілбі (GBR)        | Лука Піцціні (ITA)                  |
| Будапешт 2020    | Антон Чупков (RUS)       | Арно Каммінга (NED)       | Ерік Перссон (SWE)                  |

## Плаваннябатерфляєм

### 50 метрів
| Рік            | Золото                        | Срібло                | Бронза                         |
| -------------- | ----------------------------- | --------------------- | ------------------------------ |
| Стамбул 1999   | Пітер ван ден Гогенбанд (NED) | Милош Милошевич (CRO) | Марк Фостер (GBR)              |
| Гельсінкі 2000 | Єре Горд (FIN)                | Ларс Фреландер (SWE)  | Марк Фостер (GBR)              |
| Берлін 2002    | Єре Горд (FIN)                | Томас Руппрат (GER)   | Ларс Фреландер (SWE)           |
| Мадрид 2004    | Сергій Бреус (UKR)            | Микола Скворцов (RUS) | Андрій Сердінов (UKR)          |
| Будапешт 2006  | Сергій Бреус (UKR)            | Дуже Драганья (CRO)   | Якоб Скіоетт Андк'яер (DEN)    |
| Ейндговен 2008 | Милорад Чавич (SRB)           | Сергій Бреус (UKR)    | Рафаель Муньйос (ESP)          |
| Будапешт 2010  | Рафаель Муньйос (ESP)         | Фредерік Буске (FRA)  | Євген Коротишкін (RUS)         |
| Дебрецен 2012  | Рафаель Муньйос (ESP)         | Фредерік Буске (FRA)  | Євген Цуркін (BLR)             |
| Берлін 2014    | Флоран Маноду (FRA)           | не вручали            | Андрій Говоров (UKR)           |
| Берлін 2014    | Євген Цуркін (BLR)            | не вручали            | Бенджамін Прауд (GBR)          |
| 2016 Лондон    | Андрій Говоров (UKR)          | Ласло Чех (HUN)       | Бенджамін Прауд (GBR)          |
| Глазго 2018    | Андрій Говоров (UKR)          | Бенджамін Прауд (GBR) | Олег Костін (RUS)              |
| Будапешт 2020  | Себастьян Сабо (HUN)          | Андрій Говоров (UKR)  | Жилкін Андрій Сергійович (RUS) |

### 100 метрів
| Рік            | Золото                    | Срібло                    | Бронза                    |
| -------------- | ------------------------- | ------------------------- | ------------------------- |
| Барселона 1970 | Ганс Лампе (FRG)          | Удо Позер (GDR)           | Володимир Немшилов (URS)  |
| Відень 1974    | Роґер Піттель (GDR)       | Роланд Маттес (GDR)       | Фолкерт Меув (FRG)        |
| Єнчепінг 1977  | Роґер Піттель (GDR)       | Пер Арвідссон (SWE)       | Джон Міллс (GBR)          |
| Спліт 1981     | Олексій Марковський (URS) | Пер Арвідссон (SWE)       | Вадим Домбровський (URS)  |
| Рим 1983       | Міхаель Ґрос (FRG)        | Давид Лопес-Суберо (ESP)  | Олексій Марковський (URS) |
| Софія 1985     | Міхаель Ґрос (FRG)        | Енді Джеймсон (GBR)       | Марсель Жері (TCH)        |
| Страсбург 1987 | Енді Джеймсон (GBR)       | Міхаель Ґрос (FRG)        | Бенні Нільсен (DEN)       |
| Бонн 1989      | Рафал Шукала (POL)        | Брюно Гутцайт (FRA)       | Мартін Геррманн (FRG)     |
| Афіни 1991     | Владислав Куликов (URS)   | Мартін Лопес-Суберо (ESP) | Нільс Рудольф (GER)       |
| Шеффілд 1993   | Рафал Шукала (POL)        | Денис Панкратов (RUS)     | Милош Милошевич (CRO)     |
| Відень 1995    | Денис Панкратов (RUS)     | Денис Силантьєв (UKR)     | Рафал Шукала (POL)        |
| Севілья 1997   | Ларс Фреландер (SWE)      | Денис Силантьєв (UKR)     | Франк Еспозіто (FRA)      |
| Стамбул 1999   | Ларс Фреландер (SWE)      | Джеймс Гікмен (GBR)       | Денис Силантьєв (UKR)     |
| Гельсінкі 2000 | Ларс Фреландер (SWE)      | Томас Руппрат (GER)       | Джеймс Гікмен (GBR)       |
| Берлін 2002    | Томас Руппрат (GER)       | Андрій Сердінов (UKR)     | Денис Силантьєв (UKR)     |
| Мадрид 2004    | Андрій Сердінов (UKR)     | Франк Еспозіто (FRA)      | Микола Скворцов (RUS)     |
| Будапешт 2006  | Андрій Сердінов (UKR)     | Аморі Лево (FRA)          | Микола Скворцов (RUS)     |
| Ейндговен 2008 | Євген Коротишкін (RUS)    | Петер Манкоч (SLO)        | Рафаель Муньйос (ESP)     |
| Будапешт 2010  | Євген Коротишкін (RUS)    | Йорі Верлінден (NED)      | Конрад Черняк (POL)       |
| Дебрецен 2012  | Милорад Чавич (SRB)       | Ласло Чех (HUN)           | Маттео Ріволта (ITA)      |
| Берлін 2014    | Конрад Черняк (POL)       | Ласло Чех (HUN)           | Павло Санкович (BLR)      |
| 2016 Лондон    | Ласло Чех (HUN)           | Конрад Черняк (POL)       | Мехді Метелла (FRA)       |
| Глазго 2018    | П'єро Кодіа (ITA)         | Мехді Метелла (FRA)       | Джеймс Ґай (GBR)          |
| Будапешт 2020  | Кріштоф Мілак (HUN)       | Йосіф Міладінов (BUL)     | Джеймс Ґай (GBR)          |

### 200 метрів
| Рік            | Золото                    | Срібло                    | Бронза                    |
| -------------- | ------------------------- | ------------------------- | ------------------------- |
| Турин 1954     | Дьордь Тумпек (HUN)       | Жольт Феєр (HUN)          | Вадим Мартинчик (URS)     |
| Будапешт 1958  | Іен Блек (GBR)            | Павел Паздірек (TCH)      | Ґрем Саймондс (GBR)       |
| Лейпциг 1962   | Валентин Кузьмін (URS)    | Браян Дженкінс (GBR)      | Вольфґанґ Зібер (GDR)     |
| Утрехт 1966    | Валентин Кузьмін (URS)    | Горст-Ґюнтер Ґреґор (GDR) | Anatoly Skavronsky (URS)  |
| Барселона 1970 | Удо Позер (GDR)           | Фолкерт Меув (FRG)        | Гартмут Флекнер (GDR)     |
| Відень 1974    | Андраш Харгітай (HUN)     | Браян Брінклі (GBR)       | Гартмут Флекнер (GDR)     |
| Єнчепінг 1977  | Міхаель Краус (FRG)       | Роґер Піттель (GDR)       | Пер Арвідссон (SWE)       |
| Спліт 1981     | Міхаель Ґрос (FRG)        | Філіп Габбл (GBR)         | Сергій Фесенко (URS)      |
| Рим 1983       | Міхаель Ґрос (FRG)        | Сергій Фесенко (URS)      | Паоло Ревеллі (ITA)       |
| Софія 1985     | Міхаель Ґрос (FRG)        | Бенні Нільсен (DEN)       | Франк Дрост (NED)         |
| Страсбург 1987 | Міхаель Ґрос (FRG)        | Бенні Нільсен (DEN)       | Вадим Ярощук (URS)        |
| Бонн 1989      | Тамаш Дарньї (HUN)        | Рафал Шукала (POL)        | Матіяж Кожель (YUG)       |
| Афіни 1991     | Франк Еспозіто (FRA)      | Рафал Шукала (POL)        | Крістоф Бордо (FRA)       |
| Шеффілд 1993   | Денис Панкратов (RUS)     | Франк Еспозіто (FRA)      | Кріс-Кароль Бремер (GER)  |
| Відень 1995    | Денис Панкратов (RUS)     | Конрад Галка (POL)        | Кріс-Кароль Бремер (GER)  |
| Севілья 1997   | Франк Еспозіто (FRA)      | Денис Силантьєв (UKR)     | Стівен Перрі (GBR)        |
| Стамбул 1999   | Франк Еспозіто (FRA)      | Денис Силантьєв (UKR)     | Анатолій Поляков (RUS)    |
| Гельсінкі 2000 | Анатолій Поляков (RUS)    | Джеймс Гікмен (GBR)       | Йоан Гергель (ROM)        |
| Берлін 2002    | Франк Еспозіто (FRA)      | Денис Силантьєв (UKR)     | Анатолій Поляков (RUS)    |
| Мадрид 2004    | Денис Силантьєв (UKR)     | Йоан Гергель (ROM)        | Анатолій Поляков (RUS)    |
| Будапешт 2006  | Павел Коженьовський (POL) | Іоанніс Дрімонакос (GRE)  | Микола Скворцов (RUS)     |
| Ейндговен 2008 | Іоанніс Дрімонакос (GRE)  | Павел Коженьовський (POL) | Микола Скворцов (RUS)     |
| Будапешт 2010  | Павел Коженьовський (POL) | Микола Скворцов (RUS)     | Іоанніс Дрімонакос (GRE)  |
| Дебрецен 2012  | Ласло Чех (HUN)           | Бенце Біцо (HUN)          | Іоанніс Дрімонакос (GRE)  |
| Берлін 2014    | Віктор Бромер (DEN)       | Бенце Біцо (HUN)          | Павел Коженьовський (POL) |
| 2016 Лондон    | Ласло Чех (HUN)           | Віктор Бромер (DEN)       | Тамаш Кендереші (HUN)     |
| Глазго 2018    | Кріштоф Мілак (HUN)       | Тамаш Кендереші (HUN)     | Федеріко Бурдіссо (ITA)   |
| Будапешт 2020  | Кріштоф Мілак (HUN)       | Федеріко Бурдіссо (ITA)   | Тамаш Кендереші (HUN)     |

## Комплексне плавання

### 200 метрів
| Рік            | Золото                      | Срібло                      | Бронза                      |
| -------------- | --------------------------- | --------------------------- | --------------------------- |
| Барселона 1970 | Ґуннар Ларссон (SWE)        | Маттіас Пехманн (GDR)       | Ганс Юнберґ (SWE)           |
| Відень 1974    | Девід Вілкі (GBR)           | Хрістіан Ліцманн (GDR)      | Андраш Харгітай (HUN)       |
| Єнчепінг 1977  | Андраш Харгітай (HUN)       | Андрій Смірнов (URS)        | Олександр Сидоренко (URS)   |
| Спліт 1981     | Олександр Сидоренко (URS)   | Джованні Франческі (ITA)    | Йозеф Гладкий (TCH)         |
| Рим 1983       | Джованні Франческі (ITA)    | Єнс-Петер Берндт (GDR)      | Йозеф Гладкий (TCH)         |
| Софія 1985     | Тамаш Дарньї (HUN)          | Йозеф Гладкий (TCH)         | Петер Бермель (FRG)         |
| Страсбург 1987 | Тамаш Дарньї (HUN)          | Вадим Ярощук (URS)          | Райк Ганнеманн (GDR)        |
| Бонн 1989      | Тамаш Дарньї (HUN)          | Райк Ганнеманн (GDR)        | Йозеф Гладкий (FRG)         |
| Афіни 1991     | Ларс Серенсен (DEN)         | Хрістіан Ґеснер (GER)       | Лука Саккі (ITA)            |
| Шеффілд 1993   | Яні Сієвінен (FIN)          | Аттіла Цене (HUN)           | Хрістіан Келлер (GER)       |
| Відень 1995    | Яні Сієвінен (FIN)          | Аттіла Цене (HUN)           | Хрістіан Келлер (GER)       |
| Севілья 1997   | Марсел Вауда (NED)          | Ксав'є Маршан (FRA)         | Яні Сієвінен (FIN)          |
| Стамбул 1999   | Марсел Вауда (NED)          | Массіміліано Росоліно (ITA) | Яні Сієвінен (FIN)          |
| Гельсінкі 2000 | Массіміліано Росоліно (ITA) | Хрістіан Келлер (GER)       | Ксав'є Маршан (FRA)         |
| Берлін 2002    | Яні Сієвінен (FIN)          | Алессіо Боджатто (ITA)      | Маркус Роган (AUT)          |
| Мадрид 2004    | Маркус Роган (AUT)          | Яні Сієвінен (FIN)          | Массіміліано Росоліно (ITA) |
| Будапешт 2006  | Ласло Чех (HUN)             | Алессіо Боджатто (ITA)      | Тамаш Керекьярто (HUN)      |
| Ейндговен 2008 | Ласло Чех (HUN)             | Дінко Юкич (AUT)            | Вітаутас Янушайтіс (LIT)    |
| Будапешт 2010  | Ласло Чех (HUN)             | Маркус Роган (AUT)          | Джо Робак (GBR)             |
| Дебрецен 2012  | Ласло Чех (HUN)             | Джеймс Годдард (GBR)        | Маркус Роган (AUT)          |
| Берлін 2014    | Ласло Чех (HUN)             | Філіп Хайнц (GER)           | Роберто Павоні (GBR)        |
| 2016 Лондон    | Андреас Вазайос (GRE)       | Гал Нево (ISR)              | Алексіс Сантуш (POR)        |
| Глазго 2018    | Жеремі Депланш (SUI)        | Філіп Хайнц (GER)           | Макс Літчфілд (GBR)         |
| Будапешт 2020  | Уго Гонсалес (SPA)          | Жеремі Депланш (SUI)        | Альберто Радзетті (ITA)     |

### 400 метрів
| Рік            | Золото                   | Срібло                   | Бронза                    |
| -------------- | ------------------------ | ------------------------ | ------------------------- |
| Лейпциг 1962   | Геннадій Андросов (URS)  | Ян Їскот (NED)           | Юрґен Бахманн (GDR)       |
| Утрехт 1966    | Франк Віґанд (GDR)       | Андрій Дунаєв (URS)      | Клаус Кацур (GDR)         |
| Барселона 1970 | Ґуннар Ларссон (SWE)     | Ганс Фаснахт (FRG)       | Маттіас Пехманн (GDR)     |
| Відень 1974    | Андраш Харгітай (HUN)    | Хрістіан Ліцманн (GDR)   | Андрій Смірнов (URS)      |
| Єнчепінг 1977  | Сергій Фесенко (URS)     | Андрій Смірнов (URS)     | Чаба Шош (HUN)            |
| Спліт 1981     | Сергій Фесенко (URS)     | Лешек Гурський (POL)     | Джованні Франческі (ITA)  |
| Рим 1983       | Джованні Франческі (ITA) | Єнс-Петер Берндт (GDR)   | Йозеф Гладкий (TCH)       |
| Софія 1985     | Тамаш Дарньї (HUN)       | Вадим Ярощук (URS)       | Райк Ганнеманн (GDR)      |
| Страсбург 1987 | Тамаш Дарньї (HUN)       | Йожеф Сабо (HUN)         | Патрік Кюль (GDR)         |
| Бонн 1989      | Тамаш Дарньї (HUN)       | Патрік Кюль (GDR)        | Стефано Баттістеллі (ITA) |
| Афіни 1991     | Лука Саккі (ITA)         | Патрік Кюль (GER)        | Хрістіан Ґеснер (GER)     |
| Шеффілд 1993   | Тамаш Дарньї (HUN)       | Яні Сієвінен (FIN)       | Марсел Вауда (NED)        |
| Відень 1995    | Яні Сієвінен (FIN)       | Марцін Малинський (POL)  | Лука Саккі (ITA)          |
| Севілья 1997   | Марсел Вауда (NED)       | Фредерік Віїд (ESP)      | Роберт Зайбт (GER)        |
| Стамбул 1999   | Фредерік Віїд (ESP)      | Майкл Халіка (ISR)       | Марсел Вауда (NED)        |
| Гельсінкі 2000 | Іштван Батазі (HUN)      | Чезар Бедіце (ROM)       | Жоанн Ле Біан (FRA)       |
| Берлін 2002    | Алессіо Боджатто (ITA)   | Іштван Батазі (HUN)      | Ніколя Ростуше (FRA)      |
| Мадрид 2004    | Ласло Чех (HUN)          | Лука Марін (ITA)         | Алессіо Боджатто (ITA)    |
| Будапешт 2006  | Ласло Чех (HUN)          | Лука Марін (ITA)         | Алессіо Боджатто (ITA)    |
| Ейндговен 2008 | Ласло Чех (HUN)          | Іоанніс Дрімонакос (GRE) | Лука Марін (ITA)          |
| Будапешт 2010  | Ласло Чех (HUN)          | Давид Веррасто (HUN)     | Гал Нево (ISR)            |
| Дебрецен 2012  | Ласло Чех (HUN)          | Давид Веррасто (HUN)     | Іоанніс Дрімонакос (GRE)  |
| Берлін 2014    | Давид Веррасто (HUN)     | Роберто Павоні (GBR)     | Федеріко Турріні (ITA)    |
| 2016 Лондон    | Давид Веррасто (HUN)     | Ріхард Надь (SVK)        | Федеріко Турріні (ITA)    |
| Глазго 2018    | Давид Веррасто (HUN)     | Макс Літчфілд (GBR)      | Хоан Льюїс Понс (ESP)     |
| Будапешт 2020  | Ilya Borodin (RUS)       | Альберто Радзетті (ITA)  | Макс Літчфілд (GBR)       |

## Естафети

### 4×100 метрів вільним стилем
| Рік            | Золото                                                                      | Срібло                                                                          | Бронза                                                                         |
| -------------- | --------------------------------------------------------------------------- | ------------------------------------------------------------------------------- | ------------------------------------------------------------------------------ |
| Лейпциг 1962   | Франція Ален Готвалес Жан-Паскаль Куртійє Робер Крістоф Жерар Гропе         | Велика Британія Роберт Макґреґор Джон Мартін-Дай Пітер Кендрю Стенлі Кларк      | Швеція Бенґт-Олоф Нордвалль Ян Лундін Матс Свенссон Пер-Ола Ліндберґ           |
| Утрехт 1966    | НДР Франк Віґанд Удо Позер Горст-Ґюнтер Ґреґор Петер Зоммер                 | СРСР Леонід Ільїчов Віктор Мазанов Георгій Куликов Володимир Шувалов            | Швеція Лестер Ерікссон Йоран Янссон Інґвар Ерікссон Ян Лундін                  |
| Барселона 1970 | СРСР Володимир Буре Віктор Мазанов Георгій Куликов Леонід Ільїчов           | ФРН Ґергард Шиллер Райнер Якоб Фолкерт Меув Ганс Фаснахт                        | НДР Роланд Маттес Луц Унґер Франк Зебальд Удо Позер                            |
| Відень 1974    | ФРН Клаус Штайнбах Ґергард Шиллер Керстен Маєр Петер Ноке                   | СРСР Володимир Буре Олександр Самсонов Анатолій Рибаков Георгій Куликов         | НДР Роґер Піттель Роланд Маттес Вільфрід Гартунґ Луц Ваня                      |
| Єнчепінг 1977  | ФРН Клаус Штайнбах Андреас Шмідт Юрґен Кеннекер Петер Ноке                  | Італія Роберто Пангаро Паоло Ревеллі Паоло Сінегелія Марчелло Гуардуччі         | СРСР Володимир Буре Сергій Лабзо Сергій Копляков Андрій Крилов                 |
| Спліт 1981     | СРСР Володимир Шеметов Володимир Сальников Олександр Чаєв Сергій Копляков   | Швеція Пер Гольмерц Пелле Вікстрем Лассе Ліндквіст Пер Юганссон                 | ФРН Петер Кнуст Вільфрід Кюлем Міхаель Ґрос Андреас Шмідт                      |
| Рим 1983       | СРСР Сергій Смірягін Сергій Красюк Володимир Ткаченко Олексій Марковський   | Швеція Томас Лейдстрем Пер Юганссон Пер Гольмерц Пелле Вікстрем                 | НДР Єрґ Войте Дірк Ріхтер Райнер Штерналь Свен Лодзієвскі                      |
| Софія 1985     | ФРН Александер Шовтка Томас Фарнер Дірк Кортальс Міхаель Ґрос               | НДР Дірк Ріхтер Свен Лодзієвскі Ларс Гіннебурґ Єрґ Войте                        | Швеція Томмі Вернер Міхаель Седерлунд Бенґт Барон Пер Юганссон                 |
| Страсбург 1987 | НДР Дірк Ріхтер Томас Флеммінґ Штеффен Цеснер Свен Лодзієвскі               | ФРН Петер Зітт Міхаель Ґрос Рольф-Дітер Мальцанн Томас Фарнер                   | СРСР Геннадій Пригода Володимир Шеметов Веніамін Таянович Володимир Ткаченко   |
| Бонн 1989      | ФРН Петер Зітт Андре Шадт Бенґт Цікарскі Б'єрн Цікарскі                     | Франція Стефан Карон Крістоф Кальфаян Лоран Невій Брюно Гутцайт                 | Швеція Томмі Вернер Андерс Гольмертц Гокан Карлссон Йоакім Гольмквіст          |
| Афіни 1991     | СРСР Павло Хникін Геннадій Пригода Веніамін Таянович Олександр Попов        | Німеччина Зілько Ґюнцель Нільс Рудольф Штеффен Цеснер Дірк Ріхтер               | Швеція Томмі Вернер Йоран Тітус Андерс Гольмертц Йоран Янссон                  |
| Шеффілд 1993   | Росія Володимир Предкін Володимир Пишненко Євген Садовий Олександр Попов    | Швеція Фредрік Лецлер Томмі Вернер Ларс Фреландер Андерс Гольмертц              | Німеччина Хрістіан Треґер Йохен Блюдау Штеффен Цеснер Бенґт Цікарскі           |
| Відень 1995    | Росія Володимир Предкін Роман Щоголєв Роман Єгоров Олександр Попов          | Німеччина Хрістіан Треґер Хрістіан Келлер Торстен Спаннеберґ Б'єрн Цікарскі     | Швеція Ларс Фреландер Крістер Валлін Фредрік Лецлер Андерс Гольмертц           |
| Севілья 1997   | Росія Олександр Попов Роман Єгоров Денис Піманков Володимир Пишненко        | Німеччина Александер Людеріц Штеффен Цеснер Хрістіан Треґер Торстен Спаннеберґ  | Нідерланди Брам ван Гандел Мартейн Зюйдвеґ Марк Венс Пітер ван ден Гогенбанд   |
| Стамбул 1999   | Нідерланди Йоган Кенкгейс Марк Венс Марсел Вауда Пітер ван ден Гогенбанд    | Росія Денис Піманков Sergey Asyikhmin Дмитро Чернишов Олександр Попов           | Німеччина Хрістіан Келлер Ларс Мерзебурґ Хрістіан Треґер Ларс Конрад           |
| Гельсінкі 2000 | Росія Денис Піманков Дмитро Чернишов Андрій Капралов Олександр Попов        | Німеччина Штефан Гербст Ларс Конрад Хрістіан Треґер Штефан Кунцельманн          | Франція Ромен Барньє Ніколя Кінц Уго В'яр Фредерік Буске                       |
| Берлін 2002    | Німеччина Ларс Конрад Штефан Гербст Торстен Спаннеберґ Штефан Кунцельманн   | Швеція Erik la Fleur Стефан Нюстранд Ларс Фреландер Маттіас Олін                | Італія Лоренцо Вісмара Крістіан Галенда Мікеле Гарсія Сімоне Черкато           |
| Мадрид 2004    | Італія Лоренцо Вісмара Крістіан Галенда Джакомо Вассанеллі Філіппо Маньїні  | Росія Андрій Капралов Євген Лагунов Іван Усов Денис Піманков                    | Франція Аморі Лево Жермен Каєтт Жульєн Сіко Фаб'ян Жіло                        |
| Будапешт 2006  | Італія Алессандро Кальві Крістіан Галенда Лоренцо Вісмара Філіппо Маньїні   | Росія Євген Лагунов Андрій Гречин Іван Усов Андрій Капралов                     | Франція Ален Бернар Грегорі Малле Фаб'ян Жіло Аморі Лево                       |
| Ейндговен 2008 | Швеція Маркус Піль Стефан Нюстранд Петтер Стюмне Юнас Перссон               | Італія Массіміліано Росоліно Алессандро Кальві Крістіан Галенда Філіппо Маньїні | Нідерланди Мітья Застро Бас ван Велтовен Роберт Леєсен Пітер ван ден Гогенбанд |
| Будапешт 2010  | Росія Євген Лагунов Андрій Гречин Микита Лобінцев Данило Ізотов             | Франція Фаб'ян Жіло Яннік Аньєль Вільям Мейнар Ален Бернар                      | Швеція Стефан Нюстранд Ларс Фреландер Робін Андреассон Юнас Перссон            |
| Дебрецен 2012  | Франція Аморі Лево Ален Бернар Фредерік Буске Жеремі Страв'юс               | Італія Андреа Ролла Марко Орсі Мікеле Сантуччі Філіппо Маньїні                  | Росія Віталій Сирников Олег Тихобаєв Микита Коновалов В'ячеслав Андрусенко     |
| Берлін 2014    | Франція Мехді Метелла Фаб'ян Жіло Флоран Маноду Жеремі Страв'юс             | Росія Андрій Гречин Микита Лобінцев Олександр Сухоруков Володимир Морозов       | Італія Лука Дотто Марко Орсі Лука Леонарді Філіппо Маньїні                     |
| 2016 Лондон    | Франція Вільям Мейнар Флоран Маноду Фаб'ян Жіло Клеман Міньйон              | Італія Лука Дотто Лука Леонарді Jonathan Boffa Філіппо Маньїні                  | Бельгія Гленн Сюргелосе Яспер Арентс Дітер Деконінк Пітер Тіммерс              |
| Глазго 2018    | Росія Євген Рилов Данило Ізотов Володимир Морозов Климент Колесников        | Італія Лука Дотто Івано Вендраме Лоренцо Дзадзері Алессандро Мірессі            | Польща Ян Світковський Конрад Черняк Якуб Краска Кацпер Майхшак                |
| Будапешт 2020  | Росія Андрій Мінаков Олександр Щоголєв Владислав Гриньов Климент Колесников | Велика Британія Том Дін Метью Річардс Джеймс Ґай Данкан Скотт                   | Італія Алессандро Мірессі Лоренцо Дзадзері Томас Чеккон Мануель Фріго          |

### 4×200 метрів вільним стилем
| Рік              | Золото                                                                                 | Срібло                                                                              | Бронза                                                                              |
| ---------------- | -------------------------------------------------------------------------------------- | ----------------------------------------------------------------------------------- | ----------------------------------------------------------------------------------- |
| Будапешт 1926    | Авґуст Гайтманн Йоахім Радемахер Фрідель Берґес Герберт Гайнріх                        | Золтан Бітшкей Андраш Ваніє Геза Сігріц Іштван Барань                               | Швеція Оке Борґ Арне Борґ Ескіль Лундаль Ґеорґ Вернер                               |
| Болонья 1927     | Авґуст Гайтманн Йоахім Радемахер Фрідель Берґес Герберт Гайнріх                        | Швеція Оке Борґ Ауло Ґустафссон Ескіль Лундаль Арне Борґ                            | Геза Сігріц Реже Ваніє Андраш Ваніє Іштван Барань                                   |
| Париж 1931       | Андраш Ваніє Ласло Сабадош Андраш Секей Іштван Барань                                  | Карл Шуберт Раймонд Дайтерс Ганс Бальк Герберт Гайнріх                              | Антоніо Конеллі Сіріо Б'янкіні Етторе Бальдо Паоло Костолі                          |
| Магдебург 1934   | Еден Гроф Андраш Мароті Ференц Чік Арпад Лендьєль                                      | Гайко Шварц Вольфґанґ Ляйзевіц Отто Ленкіч Отто Вілле                               | Массімо Коста Джакомо Сіньйорі Гвідо Джунта Паоло Костолі                           |
| Лондон 1938      | Вернер Бірр Вольфґанґ Гаймліх Ганс Фрезе Вернер Плат                                   | Ролан Паяр Крістіан Таї Рене Савалеро Альфред Накаш                                 | Велика Британія Фредерік Дав Кеннет Дін Боб Лейверс Норман Вайнрайт                 |
| Монте-Карло 1947 | Швеція Пер-Олоф Ольссон Мартін Лунден Пер-Улоф Естранд Олле Юганссон                   | Александр Жані Шарль Бабе Жорж Валлере Жан Валлере                                  | Імре Ньєкі Геза Кадаш Дьордь Мітро Елемер Сатмарі                                   |
| Відень 1950      | Швеція Торе Шуннергольм Пер-Улоф Естранд Олле Юганссон Єран Ларссон                    | Віллі Бліош Жозеф Бернардо Жан Буато Alexander Jany                                 | Югославія Бранко Видович Андрей Куйнц Мислав Стипетич Маріян Стипетич               |
| Турин 1954       | Ласло Тілль Золтан Дьомьотьор Геза Кадаш Імре Ньєкі                                    | Жан Буато Жильбер Бозон Гі Монсерре Альдо Емінент                                   | Микола Сухоруков В'ячеслав Курєнной Юрій Абовян Лев Баландін                        |
| Будапешт 1958    | СРСР Геннадій Ніколаєв Володимир Стружанов Ігор Лужковський Борис Нікітін              | Італія Фредеріко Деннерляйн Паоло Галлетті Анджело Романі Паоло Пуччі               | Йожеф Катона Імре Ньєкі Дьордь Мюллер Дьюла Добаї                                   |
| Лейпциг 1962     | Швеція Ганс Розендаль Пер-Ола Ліндберґ Матс Свенссон Ларс-Ерік Бенґтссон               | Франція Жерар Гропе Ален Готвалес Жан-Паскаль Куртійє Робер Крістоф                 | НДР Йоахім Гербст Мартін Клінк Франк Віґанд Фолькер Фрішке                          |
| Утрехт 1966      | СРСР Леонід Ільїчов Семен Беліц-Гейман Олександр Плетньов Євген Новіков                | НДР Горст-Ґюнтер Ґреґор Альфред Мюллер Удо Позер Франк Віґанд                       | Швеція Лестер Ерікссон Олле Ферм Інґвар Ерікссон Ян Лундін                          |
| Барселона 1970   | ФРН Вернер Лампе Олаф фон Шиллінґ Фолкерт Меув Ганс Фаснахт                            | СРСР Георгій Куликов Ахмед Анарбаєв Олександр Самсонов Володимир Буре               | НДР Луц Унґер Вільфрід Гартунґ Роланд Маттес Удо Позер                              |
| Відень 1974      | ФРН Клаус Штайнбах Вернер Лампе Фолкерт Меув Петер Ноке                                | СРСР Олександр Самсонов Андрій Крилов Віктор Абоїмов Георгій Куликов                | Швеція Берндт Зарновєцкі Андерс Беллбрінґ Петер Петтерссон Бенґт Їнґше              |
| Єнчепінг 1977    | СРСР Володимир Раскатов Сергій Русін Сергій Копляков Андрій Крилов                     | ФРН Франк Веннманн Клаус Штайнбах Петер Кнуст Петер Ноке                            | НДР Райнер Штробах Роґер Піттель Детлев Ґрабс Франк Пфютце                          |
| Спліт 1981       | СРСР Володимир Шеметов Володимир Сальников Олександр Чаєв Сергій Копляков              | ФРН Міхаель Ґрос Ґеральд Шлупп Андреас Шмідт Франк Веннманн                         | Швеція Міхаель Седерлунд Пелле Вікстрем Пер-Альвар Маґнуссон Томас Лейдстрем        |
| Рим 1983         | ФРН Томас Фарнер Александер Шовтка Андреас Шмідт Міхаель Ґрос                          | НДР Дірк Ріхтер Єрґ Войте Райнер Штерналь Свен Лодзієвскі                           | Італія Паоло Ревеллі Марчелло Гуардуччі Раффаелле Франческі Фабріціо Рампацці       |
| Софія 1985       | ФРН Александер Шовтка Міхаель Ґрос Андре Шадт Томас Фарнер                             | Швеція Андерс Гольмертц Пер Юганссон Міхаель Седерлунд Томмі Вернер                 | Нідерланди Едсард Схлінґеманн Ганс Крус Патрік Дібіона Франк Дрост                  |
| Страсбург 1987   | ФРН Петер Зітт Райнер Генкель Томас Фарнер Міхаель Ґрос                                | НДР Ларс Гіннебурґ Томас Флеммінґ Штеффен Цеснер Свен Лодзієвскі                    | Швеція Томмі Вернер Міхаель Седерлунд Андерс Гольмертц Маркус Ерікссон              |
| Бонн 1989        | Італія Массімо Тревізан Роберто Глерія Джорджо Ламберті Стефано Баттістеллі            | ФРН Петер Зітт Мартін Геррманн Ерік Гохштайн Штефан Пфайффер                        | НДР Уве Даслер Андрее Мацк Томас Флеммінґ Штеффен Цеснер                            |
| Афіни 1991       | СРСР Дмитро Лепіков Володимир Пишненко Веніамін Таянович Євген Садовий                 | Італія Емануеле Ідіні Роберто Глерія Стефано Баттістеллі Джорджо Ламберті           | Німеччина Штеффен Цеснер Уве Даслер Хрістіан Келлер Єрґ Гоффманн                    |
| Шеффілд 1993     | Росія Дмитро Лепіков Володимир Пишненко Юрій Мухін Євген Садовий                       | Німеччина Єрґ Гоффманн Хрістіан Треґер Хрістіан Келлер Штеффен Цеснер               | Франція Крістоф Маршан Янн де Фабрік Ліонель Пуаро Крістоф Бордо                    |
| Відень 1995      | Німеччина Хрістіан Келлер Олівер Лампе Торстен Спаннеберґ Штеффен Цеснер               | Швеція Крістер Валлін Андерс Гольмертц Ларс Фреландер Кріс Еліассон                 | Італія Массіміліано Росоліно П'єр Марія Січіліано Емануеле Мерізі Емануеле Ідіні    |
| Севілья 1997     | Велика Британія Пол Палмер Ендрю Клейтон Ґевін Медоус Джеймс Солтер                    | Нідерланди Пітер ван ден Гогенбанд Марк ван дер Зейден Мартейн Зюйдвеґ Марсел Вауда | Німеччина Ларс Конрад Хрістіан Келлер Штефан Поль Штеффен Цеснер                    |
| Стамбул 1999     | Німеччина Хрістіан Келлер Штефан Поль Ларс Конрад Міхаель Кідель                       | Велика Британія Пол Палмер Ґевін Медоус Джеймс Солтер Едвард Сінклер                | Росія Максим Коршунов Дмитро Кузьмін Андрій Капралов Дмитро Чернишов                |
| Гельсінкі 2000   | Італія Массіміліано Росоліно Маттео Пеллічіарі Сімоне Черкато Еміліано Брембілья       | Німеччина Міхаель Кідель Хрістіан Келлер Штефан Гербст Штефан Поль                  | Нідерланди Мартейн Зюйдвеґ Марсел Вауда Марк ван дер Зейден Пітер ван ден Гогенбанд |
| Берлін 2002      | Італія Маттео Пеллічіарі Еміліано Брембілья Федеріко Каппеллаццо Массіміліано Росоліно | Німеччина Моріц Ціммер Штефан Поль Ларс Конрад Штефан Гербст                        | Греція Атанасіос Ойконому Ніколаос Ксілоуріс Іоанніс Коккодіс Спірідон Янніотіс     |
| Мадрид 2004      | Італія Еміліано Брембілья Маттео Пеллічіарі Массіміліано Росоліно Філіппо Маньїні      | Росія Максим Кузнецов Євген Нацвін Андрій Капралов Юрій Прилуков                    | Франція Фаб'єн Ор Ніколя Кінц Ніколя Ростуше Аморі Лево                             |
| Будапешт 2006    | Італія Массіміліано Росоліно Давід Берботто Нікола Кассіо Філіппо Маньїні              | Велика Британія Девід Керрі Саймон Барнетт Ендрю Гантер Росс Девенпорт              | Греція Андреас Зісімос Георгіос Деметіс Дімітріос Манганас Ніколаос Ксілоуріс       |
| Ейндговен 2008   | Італія Еміліано Брембілья Массіміліано Росоліно Нікола Кассіо Філіппо Маньїні          | Росія Микита Лобінцев Олександр Сухоруков Євген Лагунов Юрій Прилуков               | Австрія Домінік Колл Маркус Роган Давід Брандль Дінко Юкич                          |
| Будапешт 2010    | Росія Микита Лобінцев Данило Ізотов Сергій Перунін Олександр Сухоруков                 | Німеччина Пауль Бідерманн Тім Валльбургер Робін Бакгаус Клеменс Рапп                | Франція Яннік Аньєль Клеман Лефер Анттон Арамбуре Жеремі Страв'юс                   |
| Дебрецен 2012    | Німеччина Пауль Бідерманн Дімітрі Колупаєв Клеменс Рапп Тім Валльбургер                | Італія Джанлука Малья Ріккардо Маестрі Самуель Піццетті Філіппо Маньїні             | Угорщина Домінік Козма Гердьо Кіш Петер Бернек Ласло Чех                            |
| Берлін 2014      | Німеччина Робін Бекгаус Яннік Лебгерц Клеменс Рапп Пауль Бідерманн                     | Росія Артем Лобузов Дмитро Єрмаков Олександр Красних Олександр Сухоруков            | Бельгія Луї Кроенен Гленн Сюргелосе Еммануель Ванлюшен Пітер Тіммерс                |
| 2016 Лондон      | Нідерланди Діон Дресенс Мартен Бжосковський Кайл Стольк Себастіан Версхюрен            | Бельгія Луї Кроенен Гленн Сюргелосе Дітер Деконінк Пітер Тіммерс                    | Італія Андреа Мітчелл Д'Арріго Філіппо Маньїні Лука Дотто Габріеле Детті            |
| Глазго 2018      | Велика Британія Келум Джарвіс Данкан Скотт Томас Дін Джеймс Ґай                        | Росія Михайло Вековищев Мартин Малютін Данило Ізотов Михайло Довгалюк               | Італія Алессіо Проєтті Колонна Філіппо Мельї Маттео Чампі Маттіа Цуїн               |
| Будапешт 2020    | Росія Мартин Малютін Олександр Щоголєв Олександр Красних Михайло Вековищев             | Велика Британія Том Дін Метью Річардс Джеймс Ґай Данкан Скотт                       | Італія Стефано Балло Маттео Чампі Марко Де Тулліо Стефано Ді Кола                   |

### 4×100 метрів комплексом
| Рік            | Золото                                                                          | Срібло                                                                      | Бронза                                                                           |
| -------------- | ------------------------------------------------------------------------------- | --------------------------------------------------------------------------- | -------------------------------------------------------------------------------- |
| Будапешт 1958  | СРСР Леонід Барбієр Володимир Мінашкін Віталій Жененков Віктор Полєвой          | Ласло Мадьяр Дьордь Кунсагі Дьордь Тумпек Дьюла Добаї                       | Італія Джильберто Ельза Роберто Ладзарі Фредеріко Деннерляйн Паоло Рокко         |
| Лейпциг 1962   | НДР Юрґен Діце Еґон Геннінґер Горст-Ґюнтер Ґреґор Франк Віґанд                  | СРСР Вейко Сіймар Леонід Колесников Валентин Кузьмін Віктор Конопльов       | Нідерланди Ян Ветелінґ Віґер Менсонідес Ян Їскот Рон Крон                        |
| Утрехт 1966    | СРСР Віктор Мазанов Георгій Прокопенко Валентин Кузьмін Леонід Ільїчов          | НДР Юрґен Діце Еґон Геннінґер Горст-Ґюнтер Ґреґор Франк Віґанд              | Угорщина Йожеф Чикань Ференц Ленкеї Акош Гуйаш Іштван Сентірмаї                  |
| Барселона 1970 | НДР Роланд Маттес Клаус Кацур Удо Позер Луц Унґер                               | Франція Жан-Поль Бержо Роже-Філіпп Меню Ален Москоні Мішель Руссо           | СРСР Віктор Красько Микола Панкін Володимир Немшилов Леонід Ільїчов              |
| Відень 1974    | ФРН Клаус Штайнбах Вальтер Куш Фолкерт Меув Петер Ноке                          | Велика Британія Колін Каннінгем Девід Вілкі Стівен Неш Браян Брінклі        | СРСР Ігор Потякін Микола Панкін Віктор Шаригін Володимир Буре                    |
| Єнчепінг 1977  | ФРН Клаус Штайнбах Ґеральд Меркен Міхаель Краус Петер Ноке                      | НДР Луц Ваня Ґреґор Арніке Роґер Піттель Рене Плешке                        | Велика Британія Джеймс Картер Данкан Ґудх'ю Джон Міллс Мартін Сміт               |
| Спліт 1981     | СРСР Віктор Кузнецов Юрій Кіс Олексій Марковський Сергій Красюк                 | Швеція Бенґт Барон Ґлен Хрістіансен Пер Арвідссон Пер Юганссон              | НДР Дірк Ріхтер Зіґурд Ганке Олаф Ціше Єрґ Войте                                 |
| Рим 1983       | СРСР Володимир Шеметов Робертас Жулпа Олексій Марковський Сергій Смірягін       | ФРН Штефан Петер Ґерард Меркен Міхаель Ґрос Андреас Шмідт                   | НДР Дірк Ріхтер Зіґурд Ганке Андрес Отт Єрґ Войте                                |
| Софія 1985     | ФРН Томас Леберц Рольф Беаб Міхаель Ґрос Александер Шовтка                      | НДР Дірк Ріхтер Інґо Ґживольц Томас Дреслер Єрґ Войте                       | Італія Мауро Маріні Джанні Мінервіні Фабріціо Рампацці Андреа Чеккаріні          |
| Страсбург 1987 | СРСР Ігор Полянський Дмитро Волков Костянтин Петров Геннадій Пригода            | Велика Британія Ніл Кокрен Адріан Мургаус Енді Джеймсон Роланд Лі           | НДР Франк Бальтруш Хрістіан Посвят Томас Дреслер Свен Лодзієвскі                 |
| Бонн 1989      | СРСР Сергій Заболотнов Дмитро Волков Вадим Ярощук Юрій Башкатов                 | Франція Франк Шотт Седрік Пеніко Брюно Гутцайт Стефан Карон                 | Італія Стефано Баттістеллі Джанні Мінервіні Марко Брайда Джорджо Ламберті        |
| Афіни 1991     | СРСР Володимир Сельков Дмитро Волков Владислав Куликов Олександр Попов          | Франція Франк Шотт Седрік Пеніко Брюно Гутцайт Крістоф Кальфаян             | Угорщина Тамаш Дойч Норберт Рожа Петер Хорват Бела Сабадош                       |
| Шеффілд 1993   | Росія Володимир Сельков Віталій Кірінчук Денис Панкратов Олександр Попов        | Угорщина Тамаш Дойч Карой Гюттлер Петер Хорват Бела Сабадош                 | Велика Британія Мартін Гарріс Нік Джиллінгем Майк Фіббенс Марк Фостер            |
| Відень 1995    | Росія Володимир Сельков Андрій Корнєєв Денис Панкратов Олександр Попов          | Угорщина Тамаш Дойч Карой Гюттлер Петер Хорват Аттіла Цене                  | Німеччина Тіно Вебер Марк Варнеке Фабіан Гієронімус Б'єрн Цікарскі               |
| Севілья 1997   | Росія Володимир Сельков Андрій Корнєєв Владислав Куликов Олександр Попов        | Німеччина Ральф Браун Єнс Круппа Томас Руппрат Хрістіан Треґер              | Польща Маріуш Сіємбіда Марек Кравчик Марцін Качмарек Бартош Кізеровський         |
| Стамбул 1999   | Нідерланди Клас-Ерік Зверінґ Марсел Вауда Стефан Артсен Пітер ван ден Гогенбанд | Німеччина Штев Телоке Марк Варнеке Хрістіан Келлер Хрістіан Треґер          | Росія Сергій Остапчук Дмитро Коморников Владислав Куликов Олександр Попов        |
| Гельсінкі 2000 | Росія Владислав Амінов Дмитро Коморников Дмитро Чернишов Олександр Попов        | Швеція Маттіас Олін Мартін Ґуставссон Ларс Фреландер Стефан Нюстранд        | Україна Володимир Ніколайчук Олег Лісогор Андрій Сердінов Павло Хникін           |
| Берлін 2002    | Росія Євген Альошин Роман Слуднов Ігор Марченко Олександр Попов                 | Франція П'єр Рож Юг Дюбоск Франк Еспозіто Ромен Барньє                      | Німеччина Штев Телоке Єнс Круппа Томас Руппрат Штефан Гербст                     |
| Мадрид 2004    | Україна Володимир Ніколайчук Олег Лісогор Андрій Сердінов Юрій Єгошин           | Франція Сімон Дюфур Юг Дюбоск Франк Еспозіто Жульєн Сіко                    | Угорщина Ласло Чех Річард Бодор Жолт Гаспар Аттіла Зубор                         |
| Будапешт 2006  | Росія Аркадій В'ятчанін Роман Слуднов Микола Скворцов Андрій Капралов           | Україна Андрій Олійник Олег Лісогор Андрій Сердінов Юрій Єгошин             | Велика Британія Лаєм Тенкок Джеймс Ґібсон Тодд Купер Саймон Барнетт              |
| Ейндговен 2008 | Росія Аркадій В'ятчанін Григорій Фалько Євген Коротишкін Андрій Гречин          | Хорватія Гордан Козулі Ваня Рогуль Маріо Тодорович Дуже Драганья            | Швеція Сімон Шедін Йонас Андерссон Ларс Фреландер Стефан Нюстранд                |
| Будапешт 2010  | Франція Каміль Лакур Юг Дюбоск Фредерік Буске Фаб'ян Жіло                       | Росія Станіслав Донець Роман Слуднов Євген Коротишкін Євген Лагунов         | Нідерланди Нік Дріберген Леннарт Стекеленбург Йорі Верлінден Себастіан Версхюрен |
| Дебрецен 2012  | Італія Мірко ді Тора Фабіо Скоццолі Маттео Ріволта Філіппо Маньїні              | Німеччина Хельге Меув Крістіан фон Лем Штеффен Дайблер Марко ді Карлі       | Угорщина Петер Бернек Даніел Дьюрта Ласло Чех Домінік Козма                      |
| Берлін 2014    | Велика Британія Кріс Вокер-Гебборн Адам Піті Адам Барретт Бенджамін Прауд       | Франція Жеремі Страв'юс Джакомо Перез-Дортона Мехді Метелла Фаб'ян Жіло     | Угорщина Ласло Чех Даніел Дьюрта Бенце Пулаі Домінік Козма                       |
| 2016 Лондон    | Велика Британія Кріс Вокер-Гебборн Адам Піті Джеймс Ґай Данкан Скотт            | Франція Бенжамін Стасюліс Джакомо Перез-Дортона Мехді Метелла Флоран Маноду | Угорщина Габор Балог Габор Фінанчек Ласло Чех Річард Бохуш                       |
| Глазго 2018    | Велика Британія Ніколас Пайл Адам Піті Джеймс Ґай Данкан Скотт                  | Росія Климент Колесников Антон Чупков Єгор Куїмов Володимир Морозов         | Німеччина Крістіан Дінер Фабіан Швінґеншлеґль Маріус Кюш Даміан Вірлінг          |
| Будапешт 2020  | Велика Британія Люк Грінбенк Адам Піті Джеймс Ґай Данкан Скотт                  | Росія Климент Колесников Кирило Пригода Михайло Вековищев Андрій Мінаков    | Італія Томас Чеккон Ніколо Мартіненьї Федеріко Бурдіссо Алессандро Мірессі       |

### Змішана естафета 4×100 метрів вільним стилем
| Рік           | Золото                                                                          | Срібло                                                                        | Бронза                                                                       |
| ------------- | ------------------------------------------------------------------------------- | ----------------------------------------------------------------------------- | ---------------------------------------------------------------------------- |
| Берлін 2014   | Італія Лука Дотто Лука Леонарді Еріка Ферраіолі Джада Галіці                    | Росія Андрій Гречин Володимир Морозов Вероніка Андрусенко Маргарита Нестерова | Франція Клеман Міньйон Грегорі Малле Анна Сантаман Коралі Балмі              |
| 2016 Лондон   | Нідерланди Себастіан Версхюрен Бен Схвітерс Мод ван дер Мер Раномі Кромовідьойо | Італія Філіппо Маньїні Лука Дотто Еріка Ферраіолі Федеріка Пеллегріні         | Франція Клеман Міньйон Жеремі Страв'юс Шарлотт Бонне Анна Сантаман           |
| Глазго 2018   | Франція Жеремі Страв'юс Мехді Метелла Марі Ваттель Шарлотт Бонне                | Нідерланди Нілс Корстаньє Стан Пейненбург Фемке Гемскерк Раномі Кромовідьойо  | Росія Климент Колесников Владислав Гриньов Марія Камєнєва Арина Опьонишева   |
| Будапешт 2020 | Велика Британія Данкан Скотт Том Дін Анна Гопкін Фрея Андерсон                  | Нідерланди Стан Пейненбург Єссе Пютс Раномі Кромовідьойо Фемке Гемскерк       | Італія Алессандро Мірессі Томас Чеккон Федеріка Пеллегріні Сільвія ді П'єтро |

### Змішана естафета 4×200 метрів вільним стилем
| Рік           | Золото                                                           | Срібло                                                                        | Бронза                                                                        |
| ------------- | ---------------------------------------------------------------- | ----------------------------------------------------------------------------- | ----------------------------------------------------------------------------- |
| Глазго 2018   | Німеччина Якоб Хайдтманн Геннінґ Мюлайтнер Рева Фоос Анніка Брун | Росія Михайло Вековищев Михайло Довгалюк Валерія Саламатіна Вікторія Андреєва | Велика Британія Стівен Мілн Крейґ Маклін Кетрін Ґрінслейд Фрея Андерсон       |
| Будапешт 2020 | Велика Британія Том Дін Джеймс Ґай Еббі Вуд Фрея Андерсон        | Італія Стефано Балло Стефано Ді Кола Федеріка Пеллегріні Маргеріта Панцієра   | Росія Олександр Щоголєв Олександр Красних Анна Єгорова Анастасія Кирпичникова |

### Змішана естафета 4×100 метрів комплексом
| Рік           | Золото                                                                             | Срібло                                                                   | Бронза                                                                            |
| ------------- | ---------------------------------------------------------------------------------- | ------------------------------------------------------------------------ | --------------------------------------------------------------------------------- |
| Берлін 2014   | Велика Британія Кріс Вокер-Гебборн Адам Піті Джемма Лов Франческа Голсолл          | Нідерланди Бастіан Лієсен Брам Деккер Інґе Деккер Фемке Гемскерк         | Росія Володимир Морозов Віталіна Сімонова В'ячеслав Прудніков Вероніка Андрусенко |
| 2016 Лондон   | Велика Британія Кріс Вокер-Гебборн Адам Піті Шівон-Марі О'Коннор Франческа Голсолл | Італія Сімоне Саббіоні Мартіна Карраро П'єро Кодіа Федеріка Пеллегріні   | Угорщина Габор Балог Габор Фінанчек Евелін Веррасто Жужанна Якабош                |
| Глазго 2018   | Велика Британія Джорджія Девіс Адам Піті Джеймс Ґай Фрея Андерсон                  | Росія Климент Колесников Юлія Єфімова Світлана Чімрова Володимир Морозов | Італія Маргеріта Панцієра Фабіо Скоццолі Елена Ді Ліддо Алессандро Мірессі        |
| Будапешт 2020 | Велика Британія Кетлін Доусон Адам Піті Джеймс Ґай Анна Гопкін                     | Нідерланди Кіра Туссен Арно Каммінга Нілс Корстаньє Фемке Гемскерк       | Італія Маргеріта Панцієра Ніколо Мартіненьї Елена Ді Ліддо Алессандро Мірессі     |